# 奈良県道187号福住上三橋線
奈良県道187号福住上三橋線（ならけんどう187ごう ふくすみかみみつはしせん）は、奈良県天理市から大和郡山市に至る一般県道である。

## 概要
天理市福住町から大和郡山市上三橋町に至る。
天理市と奈良市の市境付近は廃道状態となっており、事実上分断されている。

### 路線データ
- 起点：天理市福住町（国道25号交点、奈良県道186号福住矢田原線起点）
- 終点：大和郡山市上三橋町（上三橋町交差点、奈良県道51号天理環状線上、奈良県道144号大和郡山上三橋線終点、京都府道・奈良県道754号木津横田線交点）
- 通行不能区間
  - 天理市福住町 - 奈良市中畑町（この区間は事実上の廃道）
  - 奈良市中畑町地内（建設途中のバイパス道路で、奈良県道186号福住矢田原線までつながっていない。）

## 路線状況

### 重複区間
- 奈良県道186号福住矢田原線（天理市福住町（起点） - 奈良市中畑町）
- 奈良県道51号天理環状線（奈良市窪之庄町 - 大和郡山市上三橋町・上三橋町交差点（終点））

### バス路線
- 奈良市コミュニティバス（奈良交通高樋線 廃止代替バス）
  - 米谷町行
  - 南福祉センター行

## 地理

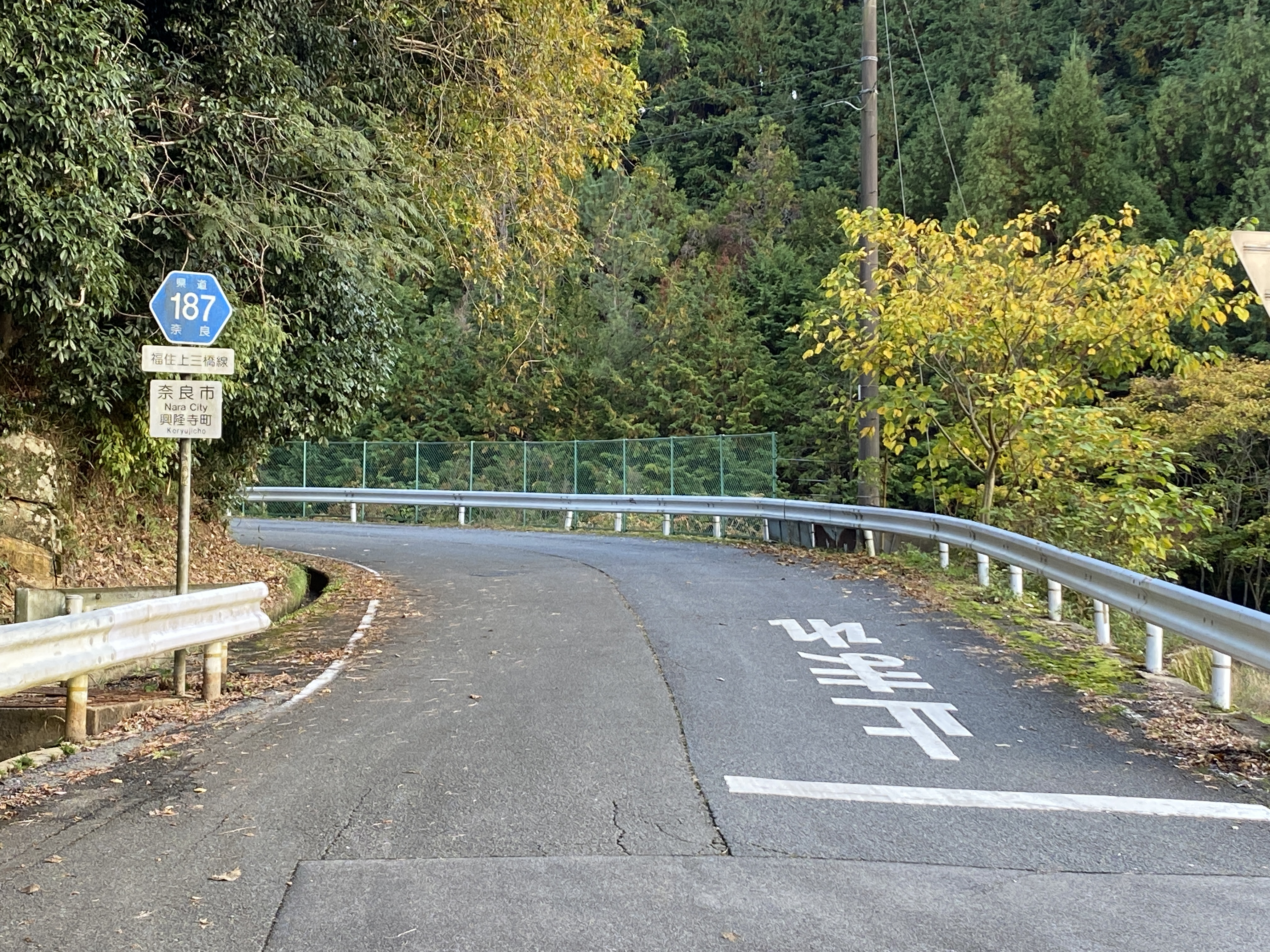
奈良県道187号（奈良市興隆寺町）

### 通過する自治体
- 奈良県
  - 天理市 - 奈良市 - 天理市 - 奈良市 - 大和郡山市

### 交差する道路
| 交差する道路                                                      | 市町村名   | 交差する場所 | 交差する場所                                                                                              |
| ----------------------------------------------------------------- | ---------- | ------------ | --- |
| 国道25号 奈良県道186号福住矢田原線 重複区間起点                   | 天理市     | 福住町       | 起点 |
| 奈良県道186号福住矢田原線 重複区間終点                            | 奈良市     | 中畑町       | |
| 国道25号 / E25 名阪国道                                           | 奈良市     | 中畑町       | [ 注釈 1 ]                                                                                                |
| 奈良県道187号福住上三橋線 / バイパス                              | 天理市     | 中之庄町     | |
| 国道169号 奈良県道51号天理環状線 重複区間起点                     | 奈良市     | 窪之庄町     | |
| 奈良県道51号天理環状線 重複区間終点 奈良県道144号大和郡山上三橋線 | 大和郡山市 | 上三橋町     | 上三橋町交差点 / 終点                                                                                     |
| バイパス                                                          |            |              | |
| 奈良県道187号福住上三橋線 / 現道                                  | 天理市     | 中之庄町     | バイパス起点【北緯34度38分6.5秒 東経135度50分29.2秒 / 北緯34.635139度 東経135.841444度】                  |
| 国道169号 奈良県道51号天理環状線 / バイパス                       | 奈良市     | 窪之庄町     | 窪之庄南交差点 / バイパス終点【北緯34度38分6.5秒 東経135度49分59.5秒 / 北緯34.635139度 東経135.833194度】 |

### 交差する鉄道
- 桜井線

### 沿線
- シャープ奈良事業所
- JR西日本桜井線 帯解駅
- 帯解寺
- 奈良市立帯解小学校
- E25 名阪国道 27 五ヶ谷IC